# Le Juif Süss (film, 1934)
Pour les articles homonymes, voir Le Juif Süss.
Le Juif Süss est un film britannique de 1934, adapté du livre de Lion Feuchtwanger, produit par Michael Balcon, directeur de production à Gaumont dans les années 1930 et réalisé par Lothar Mendes. Conrad Veidt, un émigré allemand anti-nazi joue le rôle principal. 
Ce film ne doit pas être confondu avec le film antisémite du même nom, réalisé par Veit Harlan en 1940.

## Synopsis
L'histoire de Joseph Süss Oppenheimer, figure centrale du comté de Furstenberg au XVIIe siècle.

## Analyse

### Origine du film
Le succès international du roman de Lion Feuchtwanger fait du "Juif Süss" un personnage que beaucoup d'acteurs veulent interpréter. Une première adaptation théâtrale est jouée à Londres avec succès en 1929. En Allemagne, des projets d'adaptations existent. Ils sont basés non pas sur le roman de Lion Feuchtwanger mais sur la nouvelle de Wilhelm Hauff pour éviter de payer des droits d'auteur. Aucun ne parvient à être finalisé avant l'arrivée d'Hitler au pouvoir le 30 janvier 1933. À partir de cette date, les persécutions dont sont victimes les juifs retiennent l'attention de l'opinion publique anglaise. Mais le gouvernement britannique interdit au cinéma national de raconter les persécutions juives dans l'Allemagne nazie. En effet, la censure refuse, non seulement toute atteinte aux bonnes mœurs, mais aussi tout film de propagande qui pourrait heurter certaines « sensibilités ». Le Juif Süss parvient à passer les foudres de la censure car c'est un film en costumes basé sur un roman populaire. Tous les aspects sexuels du roman sont gommés dans le film. Le message politique reste peu perceptible. À son époque, le film est un des plus chers produits par l'industrie britannique du cinéma.

### Aspect politique
Le film suit fidèlement le roman de Feuchtwanger. La reconstitution historique est privilégiée. Le spectateur peut découvrir la vie dans un ghetto et les rituels juifs. La performance de Conrad Veidt est unanimement saluée par la critique. En 1934, il obtient la sixième place pour les entrées au cinéma en Grande-Bretagne. Le film est présenté aux États-Unis sous le nom de Power pour éviter que le mot juif ne soit à l'affiche. Albert Einstein assiste à la première à New York avec Charlie Chaplin et Berthold Viertel. Le succès est important dans les grandes villes, mais touche peu l'Américain moyen. Le film est présenté à Vienne en octobre 1934, peu de temps après Londres et New York. Il est bien reçu par la presse libérale viennoise, mais est condamné par la presse gouvernementale de tendance catholique conservatrice, laquelle voit dans l'œuvre un film de propagande juive. Quelques désordres sont provoqués par les Nazis autrichiens.
Le film mit Goebbels en fureur et fut frappé d'interdiction en Allemagne. Pourtant, le message politique en faveur des juifs et contre l'antisémitisme est vraiment feutré. Mais, aux yeux des Nazis, le film a le tort de mettre face à face des « bons » juifs et des « mauvais » aryens.
Trente ans après avoir produit le film, le producteur Michael Balcon manifesta son regret que le message du film ait été si peu explicite.

## Fiche technique
- Titre : Le Juif Süss
- Titre original : Jew Suss
- Réalisation : Lothar Mendes
- Scénario : Dorothy Farnum et A.R. Rawlinson, d'après le roman de Léon Feuchtwanger
- Musique : Jack Beaver, Bretton Byrd, Charles Williams (non crédités)
- Direction musicale : Louis Levy
- Photographie : Bernard Knowles et Günther Krampf
- Direction artistique : Alfred Junge
- Montage : Otto Ludwig
- Compagnie de production : Gainsborough Pictures
- Distributeur : Gaumont
- Pays d'origine : Royaume-Uni
- Genre : Drame
- Format : Noir et blanc
- Durée : 105 minutes
- Date de sortie : 1er novembre 1934

## Distribution
- Conrad Veidt : Joseph Oppenheimer
- Benita Hume : Marie Auguste
- Pamela Ostrer : Naemi
- Frank Vosper : le duc Charles Alexandre
- Gerald du Maurier : Wessensee
- Cedric Hardwicke : rabbi Gabriel
- Mary Clare : la comtesse Wurben
- Eva Moore : Jantje
- Paul Graetz : Landauer
- Haidee Wright : Michele
- Joan Maude : Magdalen Sibylle
- Percy Parsons : Pflug
- James Raglan : Lord Suffolk
- Francis L. Sullivan : Remching
- Dennis Hoey : Dieterle
- George Merritt : Bilfinger